# Ischkaschimkette
Die Ischkaschimkette (russisch Ишкашимский хребет) ist ein Teilgebirge im Südwesten der Schachdarakette in Tadschikistan.

## Lage
Die Ischkaschimkette erstreckt sich über eine Länge von 90 km in Nord-Süd-Richtung östlich des Flusstals des Pandsch. Sie liegt im Südwesten des Pamir. Die höchste Erhebung bildet der Pik Majakowski mit 6096 m. Die Gipfelregion ist vergletschert. Das Gebirge besteht hauptsächlich aus Gneis sowie präkambrischem metamorphem Gestein.

## Berge (Auswahl)
- Pik Majakowski, 6096 m
- Qullai Khirskhanol (oder Berga), 6094 m